# Дворец Сапег (Вильнюс)
Дворе́ц Сапе́г (лит. Sapiegų rūmai ) — барочный дворец в Вильнюсе на Антоколе, построенный в 1689—1692 годах (по другим сведениям, в 1691—1697 годах) гетманом великим литовским Казимиром Яном Сапегой по проекту архитектора Джованни Баттиста Фредиани. Комплекс зданий дворца, монастыря тринитариев с костёлом и больницы является памятником архитектуры республиканского значения (AtR 57) и охраняется государством, код в Регистре культурных ценностей Литовской Республики 762. В настоящее время реставрируется.

## История

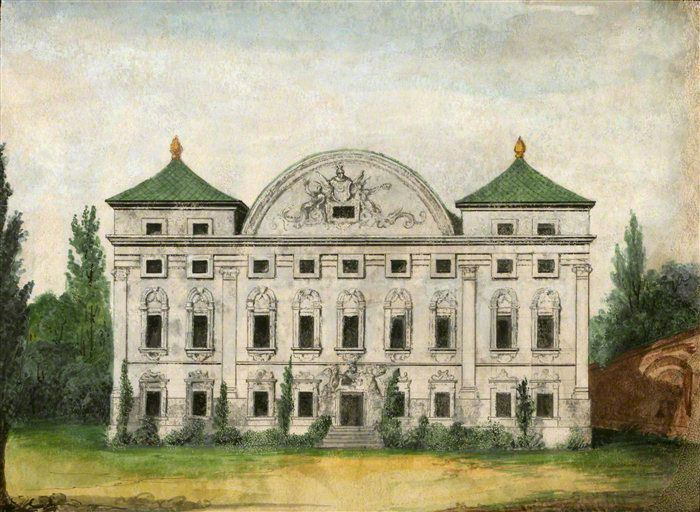
Дворец Сапег в начале XIX века

Барочный дворец в 1691 году был возведён на месте деревянного дворца Льва Сапеги (который здесь и умер в 1633 году во время пира в честь венецианского посланника). Автор проекта признается неизвестным, по другим сведениям, им считается Джованни Баттиста Фредиани или скульптор и архитектор Пьетро Перти, ранее декорировавший костёл Святых апостолов Петра и Павла и строивший дворец Слушков. В декорировании дворца участвовал Пьетро Перти (рельефы из стукко) и Джованни Мариа Галли (несохранившиеся скульптуры). Предполагается, что фрески выполнил художник Микеланджело Паллони; по другим сведениям, фрески принадлежат итальянцу Дельбено.

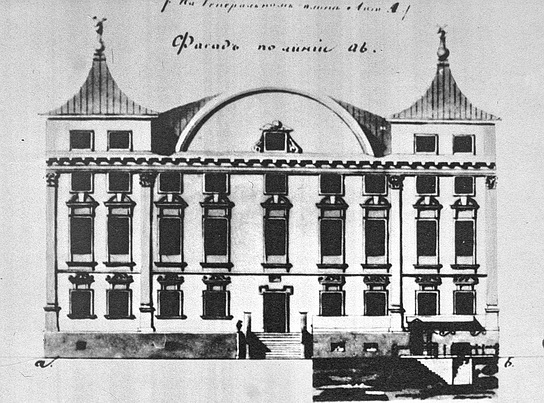
Дворец Сапег. Чертёж 1830 года

После поражения Сапеги в битве под Олькениками (18 ноября 1700 года) во время гражданской войны в Великом княжестве Литовском шляхта нанесла ущерб убранству и зданиям дворца.
В 1718 году дворец арендовала жена мозырского подстолия София Яблонская. В 1720 году дворец унаследовал Александр Павел Сапега. Позднее дворцом владел его сын, воевода подляшский и староста мстиславский Михаил Антоний Сапега. После смерти бездетного Михаила Антония Сапеги дворец достался его племяннику, канцлеру великому литовскому Александру Михаилу Сапеге. При нём в 1763—1765 годах французский архитектор Жакоб Дело привёл в порядок прилегающий парк, устроил в нём фонтан, возвёл новую ограду и лестницы в парк и дворец. В конце XVIII века дворец принадлежал генералу литовской артиллерии князю Франтишеку Сапеге. Он в 1797 году продал дворец, усадьбу и прилегающий лес Юзефу Доминику Коссаковскому (женатому на Людвике Потоцкой, сестре Пелагеи Потоцкой, на которой был женат Франтишек Сапега).
В 1808 или 1809 году дворец и парк были приобретены городскими властями за 40 тысяч рублей серебром и по проекту виленского губернского архитектора Жозефа Пусье дворец был перестроен в военный госпиталь. В 1812 году здесь был французский госпиталь. В 1843 году госпиталь реконструировался; в парке в 1844—1848 годах было построено несколько новых зданий госпиталя.
В 1862 году по проекту инженера архитектора Ивана Левицкого госпиталь был перестроен и приспособлен под кадетский корпус.
С 1919 года здесь действовала больница Университета Стефана Батория. В 1927—1928 годах комплекс бывшего госпиталя был приспособлен под университетский институт офтальмологии, действовавший до Второй мировой войны. После Второй мировой войны здесь располагался военный госпиталь.
В настоящее время дворец заброшен. Парк и его здания относятся к территории больницы Сапегос (Sapiegos ligoninė). К концу 2011 года Департаментом культурного наследия при Министерстве культуры Литвы и Самоуправлением города Вильнюса был подготовлен проект реставрации дворца, первый этап которой должен завершиться в феврале 2014 года; на его реализацию выделено свыше 8 миллионов литов из средств структурной помощи ЕС. Проект вызвал публичную критику, в которой указывалось на необоснованность проекта иконографическим материалом, сомнительность представленных пышных псевдобарочных форм и опасность утраты аутентичности сохранившегося здания. В 2012 году под руководством главного архитектора проекта Эвалдаса Пурлиса началась реставрация дворца.

## Архитектура

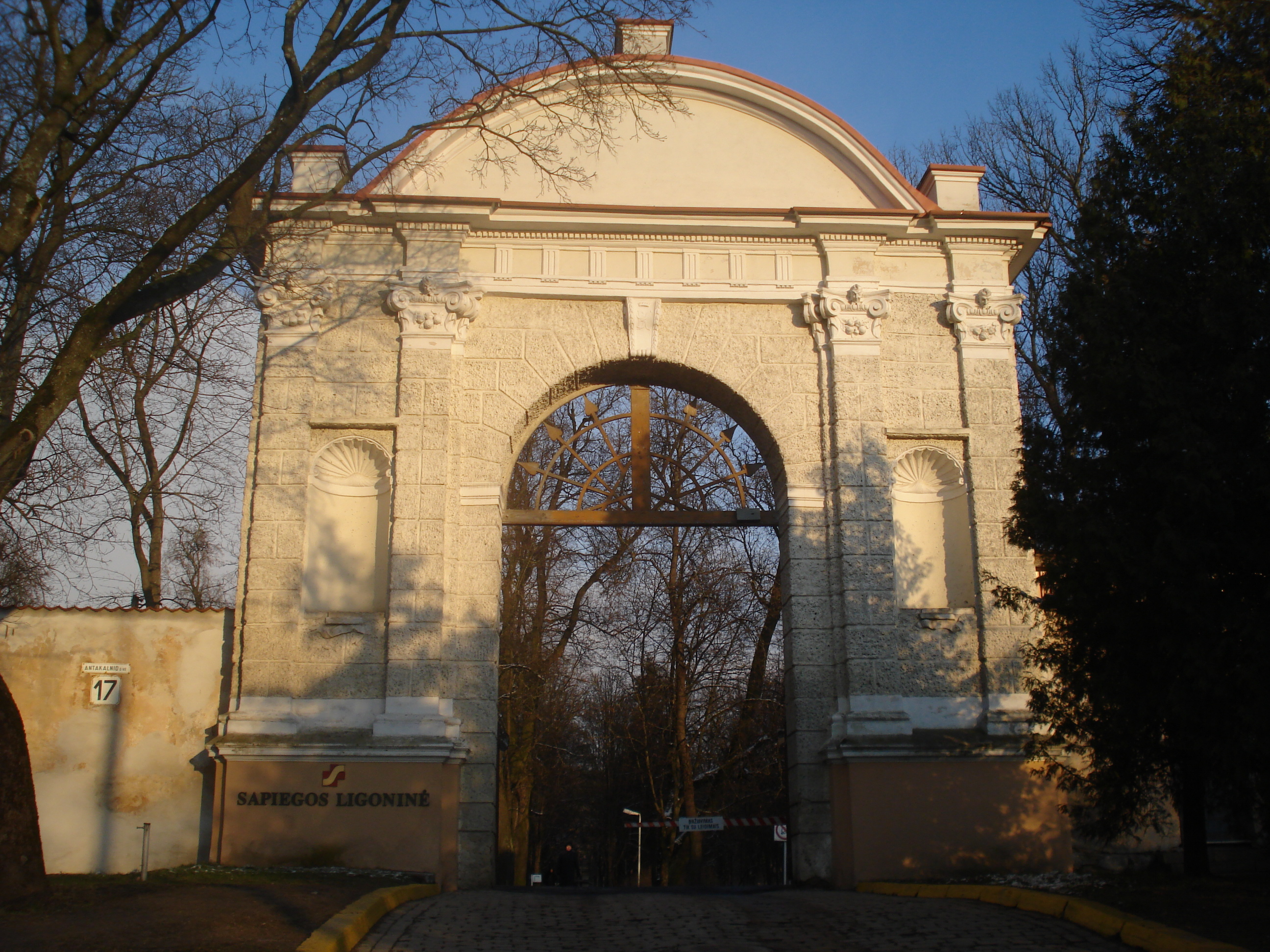
Главные ворота

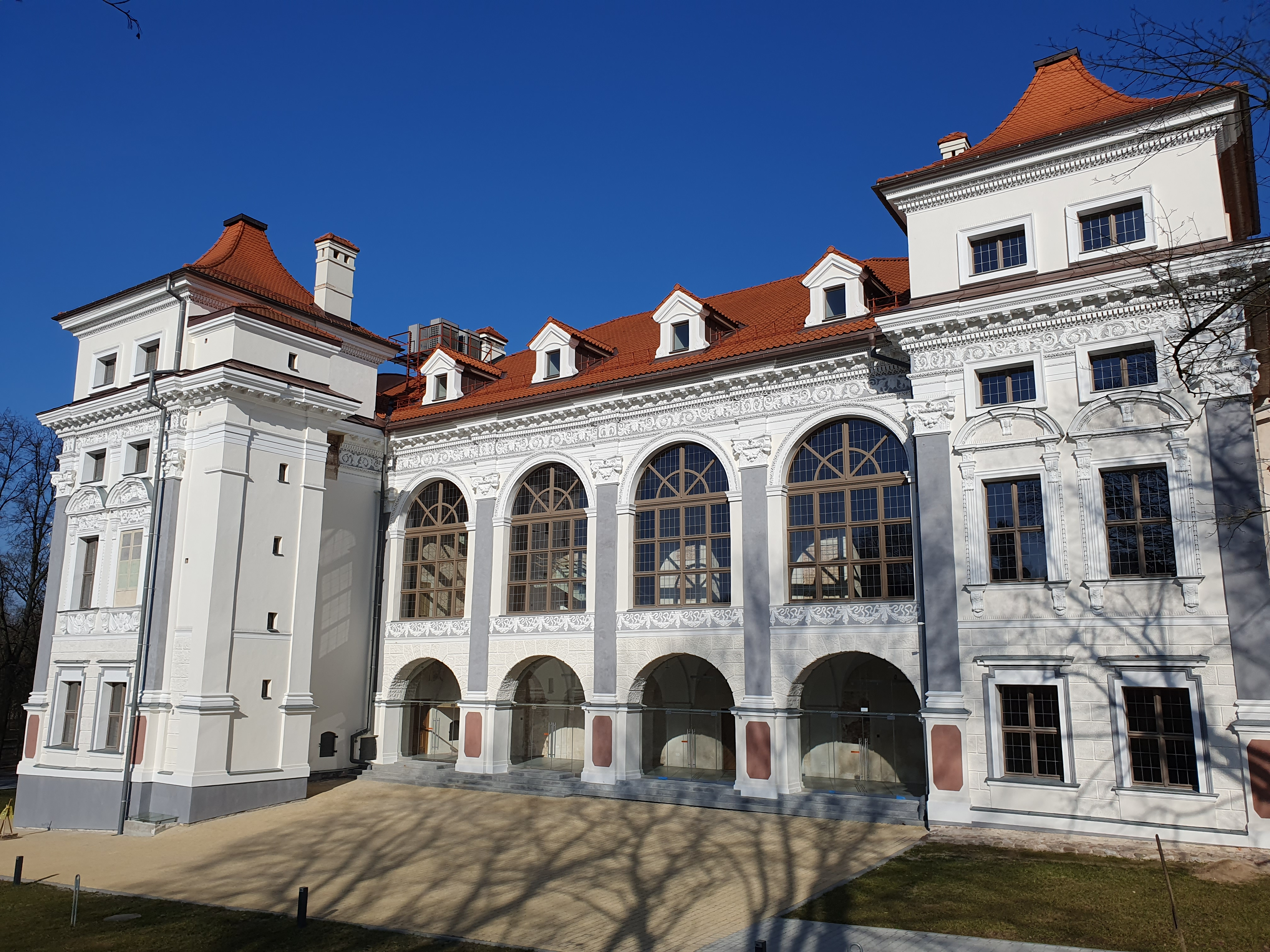
Южный фасад дворца после реставрации 2024 г.

Дворец, построенный как загородная резиденция, располагается на Антоколе в парке между улицами Л. Сапегос, Юратес, Куосу (с восточной стороны), костёлом Господа Иисуса и ансамблем монастыря тринитариев (с севера) и улицей Антакальнё (с западной стороны). Дворец и парк опоясан оградой с тремя пышными воротами. Парк — единственный в Вильнюсе, сохранивший черты правильного барочного парка. Его главная ось ведёт от ворот на улице Антакальнё к дворцу.
Ограда вокруг парка и двора дворца из кирпича и покрыта штукатуркой. Ограда и ворота сооружены в конце XVII или в начале XVIII века. Все ворота в стиле барокко с более поздними чертами классицизма. Наиболее пышно декорированные ворота выходят на улицу Антакальнё. На высоких массивных опорах с цоколем возвышается антаблемент и полукруглая арка. Между пилястрами располагаются ниши, в которых в прошлом стояли скульптуры (в других воротах — декоративные вазы). Большая часть плоскости ворот отделана рустом. По фризу размещены триглифы.
Трёхэтажный дворец представляет собой здание зрелого барокко XVII века. Стены сложены из кирпича и покрыты штукатуркой. Крыша крыта жестью. Фасады, несмотря на многочисленные перестройки, сохранили формы зрелого барокко и ценный скульптурный декор. Плоскость фасадов членят пилястры. Пышным декором выделяются окна второго этажа, сандрики и обрамления которых украшены рельефом из стукко.